# Pomnik Kolejarza w Szczecinie
Pomnik Kolejarza autorstwa Ryszarda Chachulskiego znajduje się przy ulicy Kolumba w Szczecinie, przed budynkiem dworca kolejowego Szczecin Główny.

## Historia
Odsłonięty w 1964 roku pomnik w formie rzeźby ze sztucznego kamienia, na betonowym postumencie z dodatkiem grysu przedstawia półnagiego kolejarza w trakcie przestawiania zwrotnicy. Jego głowa, o wyraźnie zarysowanych rysach twarzy, zwrócona jest w stronę budynku dworca.

## Galeria

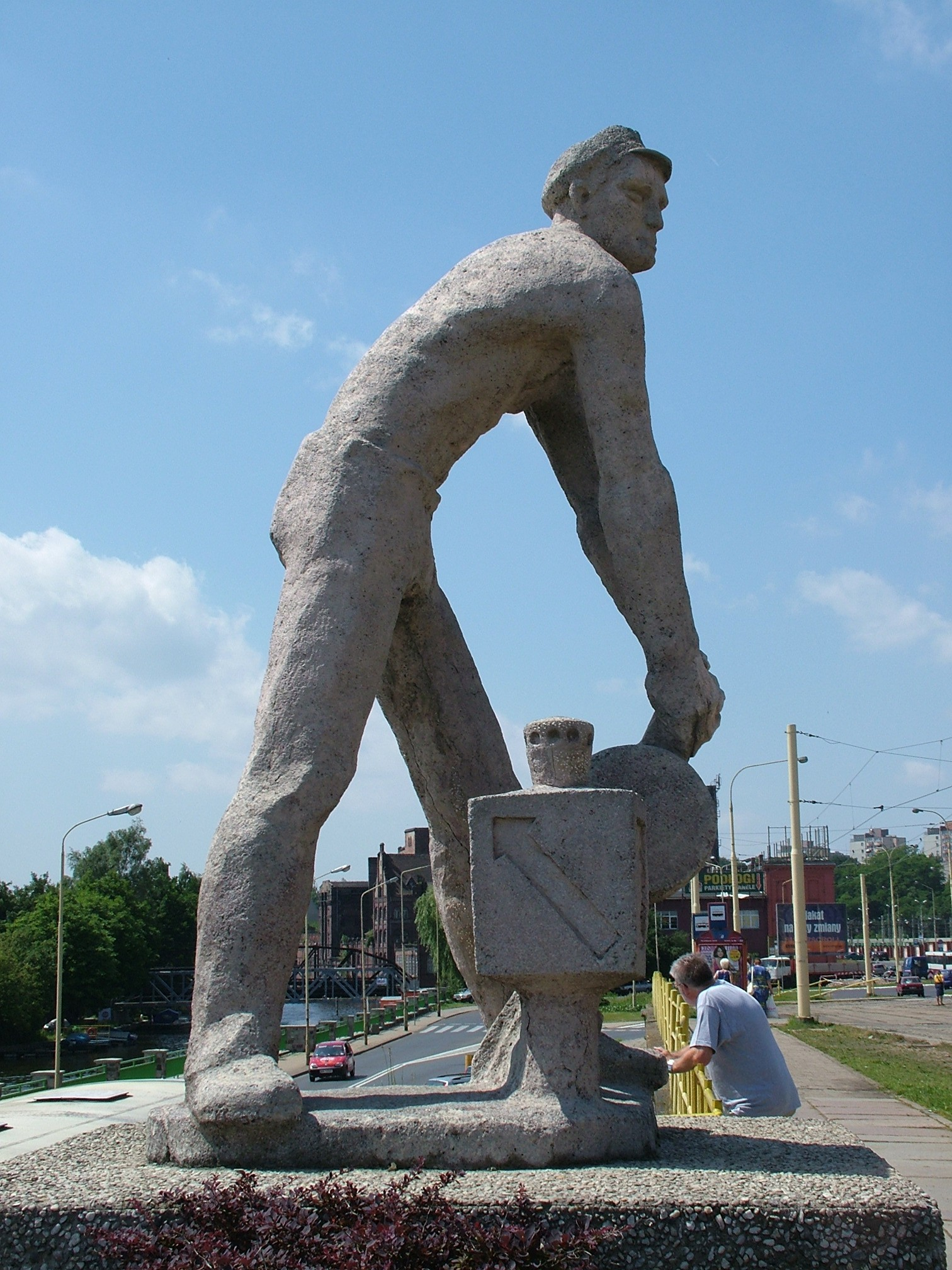
Pomnik w 2006
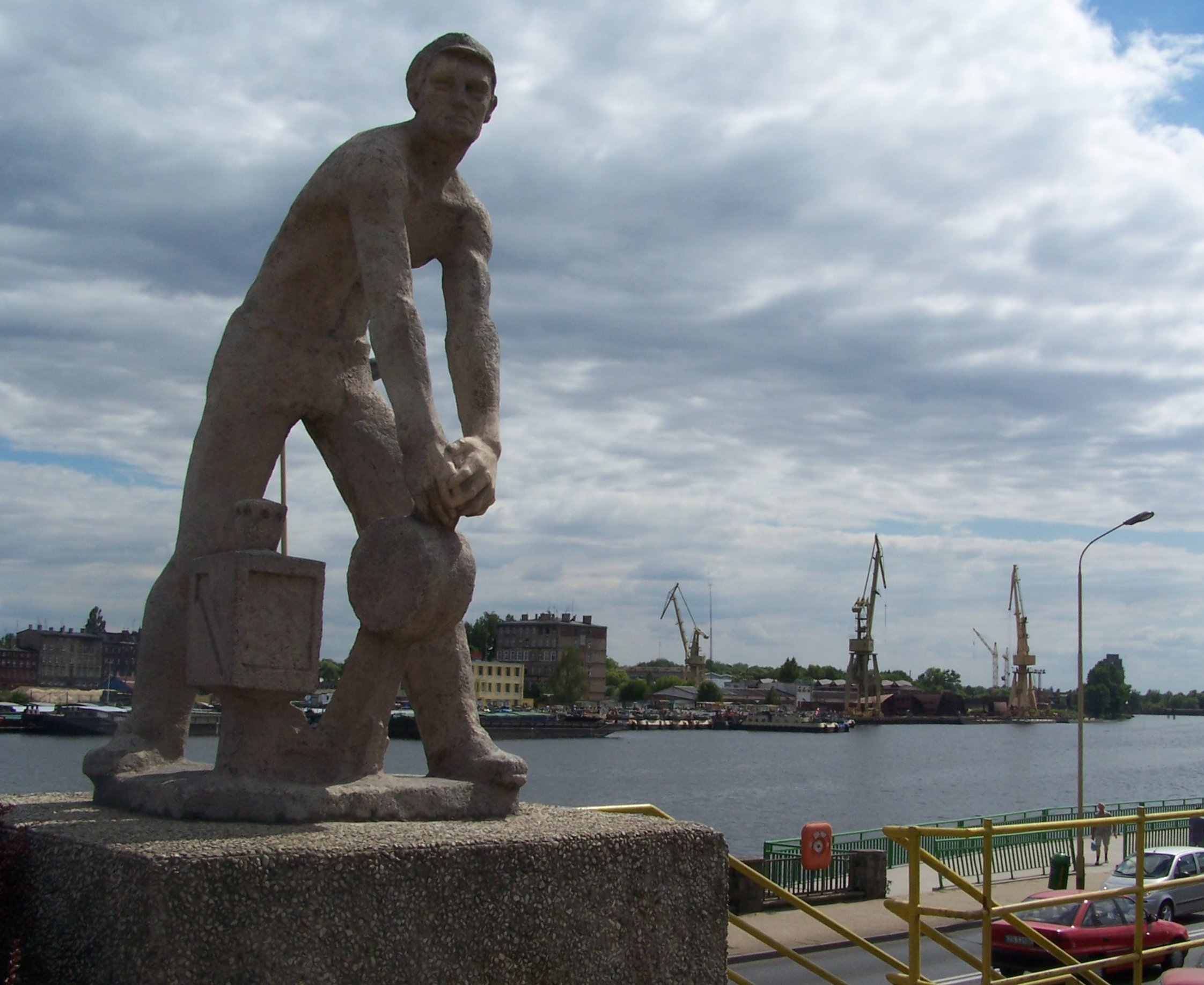
Pomnik w 2006
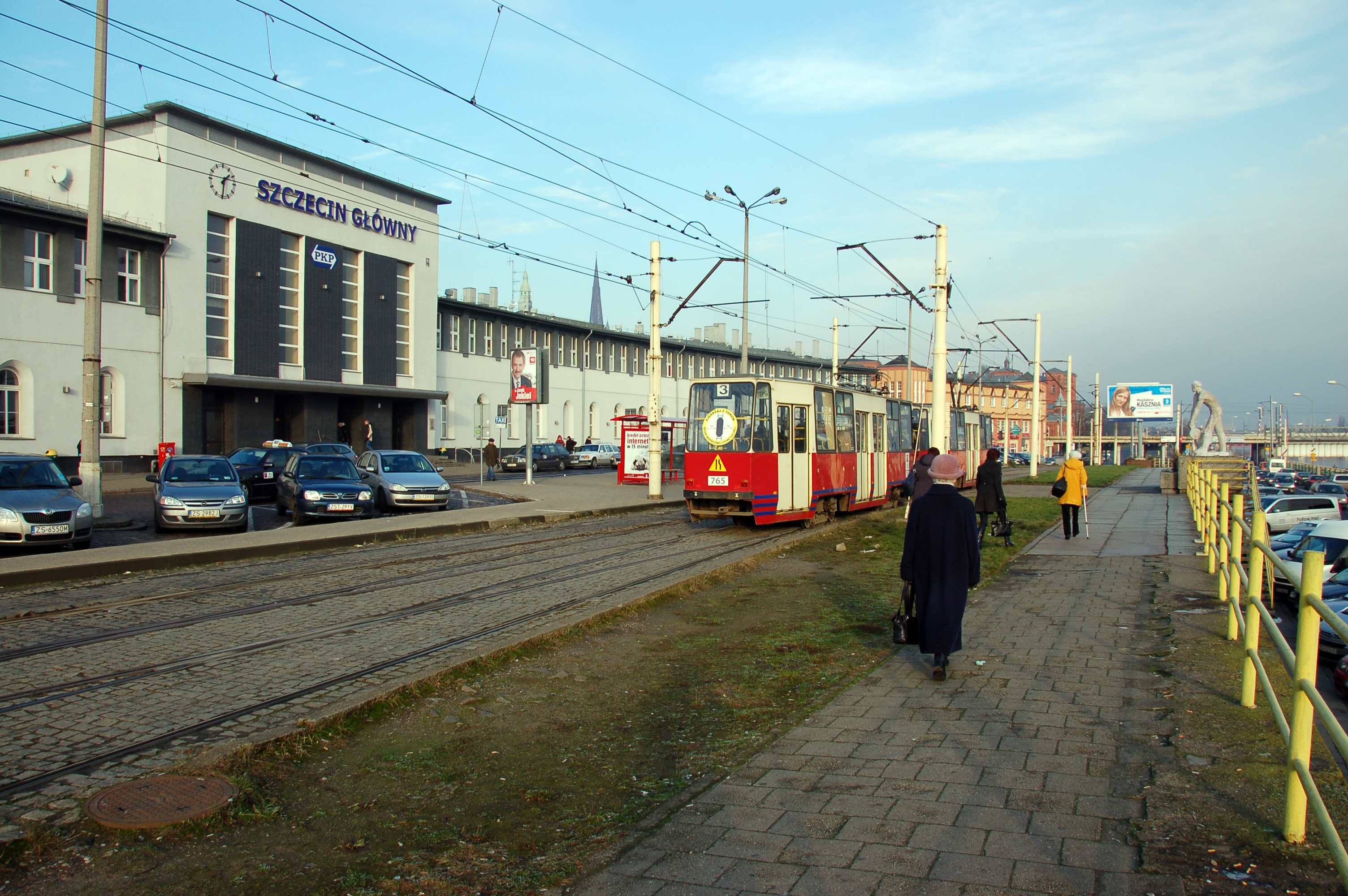
Pomnik Kolejarza przed budynkiem dworca w 2010